# Przywodzie (Przelewice)
Przywodzie (deutsch Fürstensee) ist ein Dorf in der Woiwodschaft Westpommern in Polen. Es gehört zur Gmina Przelewice (Landgemeinde Prillwitz) im Powiat Pyrzycki (Pyritzer Kreis).

## Geographische Lage
Das Dorf liegt in Hinterpommern, etwa 50 Kilometer südöstlich von Stettin. Südlich des Dorfes fließt die hier kanalisierte Plöne, die etwa ein Kilometer westlich des Dorfes in den Plönesee mündet.

## Geschichte
Fürstensee bildete bis 1945 eine Gemeinde im Landkreis Pyritz in der preußischen Provinz Pommern. Zu der Gemeinde gehörten neben Fürstensee keine weiteren Wohnplätze. Im Jahre 1939 wurden 347 Einwohner gezählt.
1945 kam das Dorf, wie ganz Hinterpommern, an Polen. Es erhielt den polnischen Ortsnamen Przywodzie. Heute bildet der Ort ein eigenes Schulzenamt in der Gmina Przelewice (Gemeinde Prillwitz).

## Kirche
Die Dorfkirche ist ein spätgotischer Findlingsbau. Mit der Einführung der Reformation wurde sie im Jahre 1540 evangelisch.
Bemerkenswert ist eine bemalte Holzbalkendecke aus dem Jahre 1787, die im 19. Jahrhundert überarbeitet wurde. An der Decke hängt eine Lichtkrone aus Holz, die um 1920 zur Erinnerung an die Gefallenen des Ersten Weltkriegs angebracht wurde. In der Kirche befindet sich ein Epitaph aus der Barockzeit zur Erinnerung an Friedrich von Wedel.
Das Kirchengebäude hat den Zweiten Weltkrieg unzerstört überstanden. Es dient heute der römisch-katholischen Kirche Polens als Filialkirche der Pfarrei in Żuków (Suckow).
Seit dem Jahre 2010 fanden an der Kirche Restaurierungsarbeiten unter Beteiligung der Deutsch-Polnischen Stiftung Kulturpflege und Denkmalschutz statt.

## Persönlichkeiten

### Söhne und Töchter des Ortes
- Albert Laurin (1816–1900), preußischer Generalleutnant und Kommandeur der 5. Infanterie-Brigade in Stettin

### Mit dem Ort verbunden
- Bernd von Wedel (1893–1959), Gutsbesitzer, Stahlhelm-Landesführer, Herausgeber und Offizier, bewirtschaftete von 1920 bis 1945 sein Rittergut Fürstensee